# La Hoguette

La Hoguette este o comună în departamentul Calvados, Franța. În 1 ianuarie 2022 avea o populație de 664 de locuitori.